# Enchilada

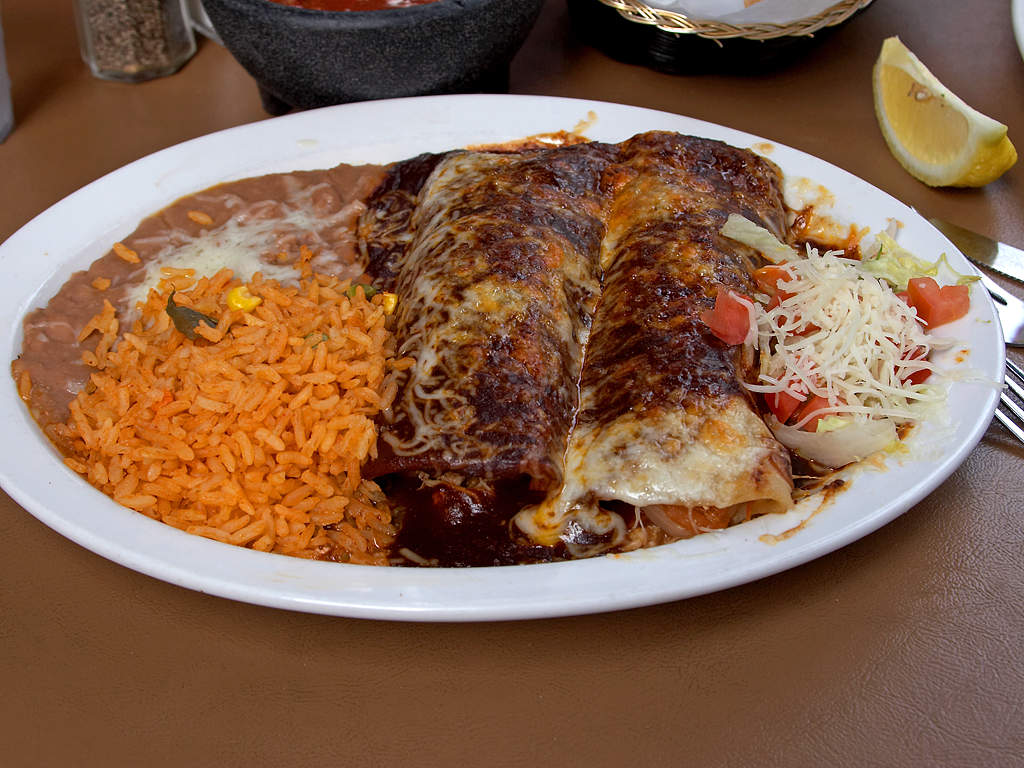
Enchilada e arroz com feijão

A enchilada é uma panqueca de milho mexicana, muito condimentada, recheada de carne de vaca, feijões ou frango e que leva por cima molho de piripíri e queijo ralado.

## Preparação
Uma receita específica inclui azeitonas,  uma cebola, uma colher de chá de cominho, três peitos de frango, molho de pimenta, uma xícara de molho de tomate, queijo ralado e sal,duas espigas de milho, além de seis tortilhas. Preperadas as tortilhas, cozinha-se o molho de tomate com a cebola picada, milho (esmagar o milho e misturar), cominho, sal, queijo e pimenta, até ferver. Reduz-se o lume e cozinha-se por dez minutos. Coloca-se alternadamente uma camada de tortilha, uma de molho e uma de frango, até utiliar todas as tortilhas. Ao fim, cobre-se com queijo ralado e azeitonas picadas.
cuja origem remonta às civilizações pré-colombianas da Mesoamérica. Para alguns historiadores, as enchiladas eram conhecidas no México Independiente quando Miguel Hidalgo, Vicente Guerrero e José María Morelos viajaram pelo território mexicano. Entre os lugares que visitaram, comeram tlacoyos, torradas, gorduras, sopes e enchiladas. Eles também tentaram tooles, chocolates e pulque.